# David Hampshire
David Hampshire (1917. december 29. – 1990. augusztus 25.) brit autóversenyző.

## Pályafutása
1950-ben megnyerte a Formula–1-es autók számára rendezett Nottingham Trophy-t. Ebben az évben a Formula–1-es világbajnokságon is szerepelt. David jelen volt a sorozat első versenyén, a brit nagydíjon, valamint rajthoz állt a francia versenyen is. Az Egyesült Királyságban a kilencedik pozícióban zárt, még a francia futamon nem ért célba.
Részt vett az 1951-es Le Mans-i 24 órás versenyen is, ahol váltótársával, a szintén brit Reg Parnellel a hetedik helyen zártak.

## Eredményei

### Teljes Formula–1-es eredménylistája
(Táblázat értelmezése)

(Félkövér: pole-pozícióból indult; dőlt: leggyorsabb kört futott) 

| Év   | Csapat              | Modell           | Motor               | 1     | 2   | 3   | 4   | 5   | 6      | 7   | Helyezés | Pont |
| ---- | ------------------- | ---------------- | ------------------- | ----- | --- | --- | --- | --- | ------ | --- | -------- | ---- |
| 1950 | Scuderia Ambrosiana | Maserati 4CLT/48 | Maserati Straight-4 | GBR 9 | MON | 500 | SUI | BEL | FRA Ki | ITA | -        | 0    |

### Le Mans-i 24 órás autóverseny
| Év   | Csapat            | Autó             | Csapattárs  | Helyezés |
| ---- | ----------------- | ---------------- | ----------- | -------- |
| 1951 | Aston Martin Ltd. | Aston Martin DB2 | Reg Parnell | 7.       |

## Külső hivatkozások
- Profilja a grandprix.com honlapon (angolul)
- Profilja a statsf1.com honlapon (angolul)